# شب شعر شکرخند
شب شعر طنز شکرخند عنوان جلسهٔ شب شعری عمومی با رویکرد طنز است که از تیر ماه ۱۳۸۵ به صورت ماهانه (شنبه اول هر ماه) در فرهنگسرای ارسباران با مدیریت و اجرای رضا رفیع برگزار می‌گردد و محفلی برای شاعران طنزپرداز بوده‌است.

## تاریخچه برگزاری
این محفل از تیر ماه ۱۳۸۵ تا کنون بدون وقفه به مدت ۱۲ سال در حال برگزاری بوده و آذر ماه ۹۷، ۱۲۶ مین برنامه این شب شعر برگزار شده‌است.
خلاصه هر جلسه در بخش فرهنگی روزنامه اطلاعات به چاپ می‌رسد. در سال‌های اخیر خبرگزاری‌های مختلف نیز به پوشش این برنامه اقدام کرده‌اند.
در سال ۹۷ و در روزگاری که مردم نیاز به لبخند دارند، متولیان امر فرهنگ اعلام می‌کنند نمی‌توانند پولی برای یک جریان فرهنگی و ادبی خرج کنند و اینک این محفل با حمایت گروه آموزشی جوکار (گاج) به حرکت خود ادامه می‌دهد.

## بخش‌های مختلف برنامه[۷]
- کلیپ کوتاهی از خلاصه برنامهٔ ماه قبل[۸]
- شعر خوانی شاعران (بیش از ۱۵ شاعر در هر محفل)[۹]
- مهمانان ویژه (هنرمندان، بازیگران و پیشکسوتان عرصه هنر)
- عکس و مکث (نقیضه گویی طنز بر عکس‌های شبکه‌های مجازی)[۱۰]
- اجرای موسیقی‌های سنتی و آواز زنده با حضور استادان بزرگ (این برنامه گاهی اتفاق می‌افتد)